# Лукавець (притока Лісової)
Лукавець (рос. Луковец) — річка в Україні, у Романівському районі Житомирської області. Ліва притока Лісової, (басейн Дніпра).

## Опис
Довжина річки приблизно 8,03 км, найкоротша відстань між витоком і гирлом — 7,76  км, коефіцієнт звивистості річки — 1,03 . Частково каналізована.

## Розташування
Бере початок на північно-західній стороні від селища Романів. Тече переважно на південний схід і у селі Ясногород впадає у річку Лісову, ліву притоку Тетерева.
Населені пункти вздовж берегової смуги: Синява.

## Цікавинка
- На північно-східній стороні від Романіва річку перетинає автошлях Т 0618[2].